# Zondagsbroek

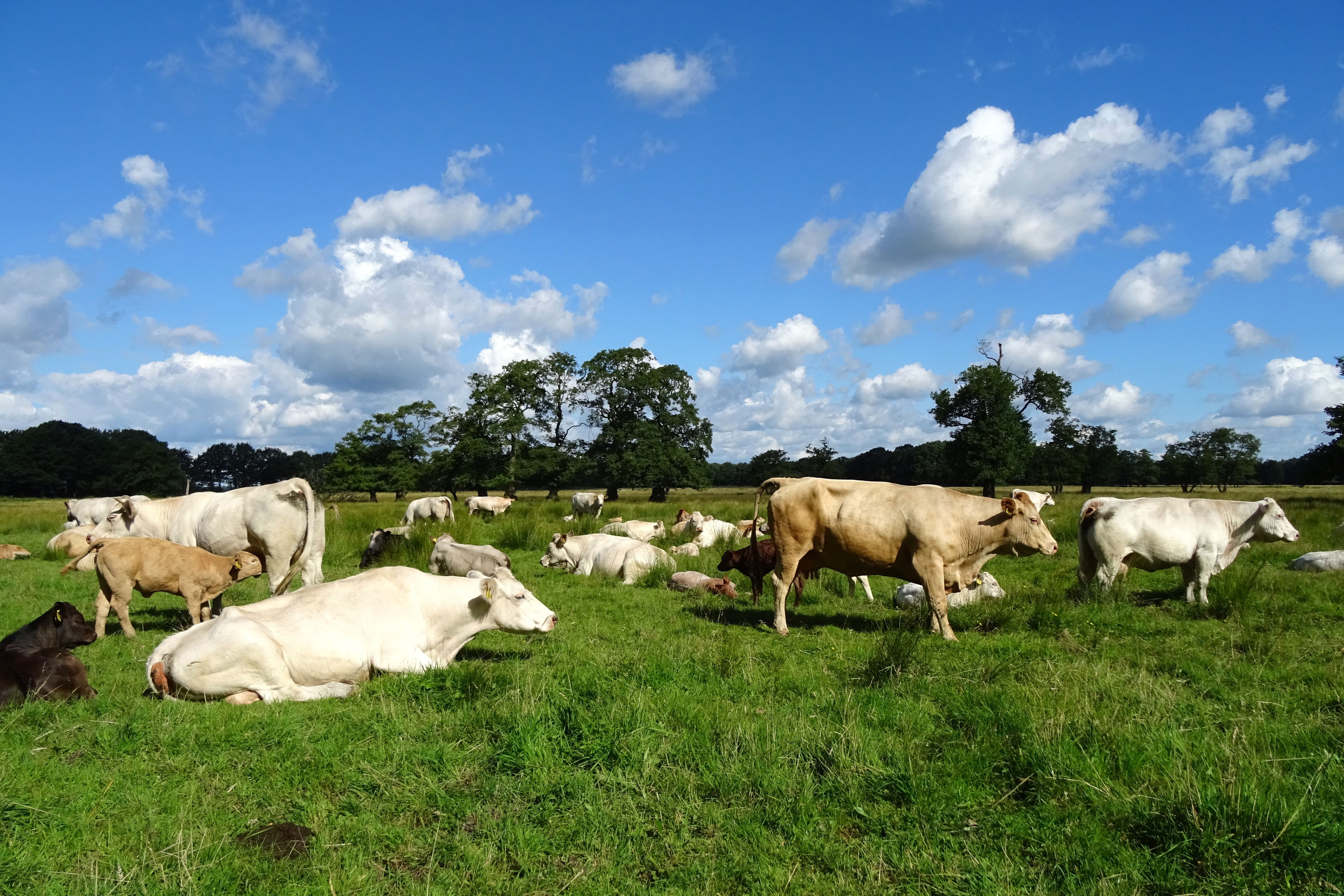
Koeien in Zondagsbroek

Zondagsbroek is de benaming voor de weilanden in het beekdal van het Andersche Diep in het Nederlandse Nationaal Landschap Drentsche Aa.
Zondagsbroek en Rebroek vormen een natuur/weidegebied grenzend aan het Gasselterveld in de Boswachterij Gieten-Borger. Door het gebied meandert de middenloop van het Andersche Diep, een beek die behoort tot de Drentsche Aa. Het gebied is in 1973 buiten de ruilverkaveling Grolloo-Schoonloo gehouden en heeft daardoor de oorspronkelijke structuur behouden. Volgens de milieuraad Drenthe was het gebied te waardevol om bij de ruilverkaveling te betrekken.

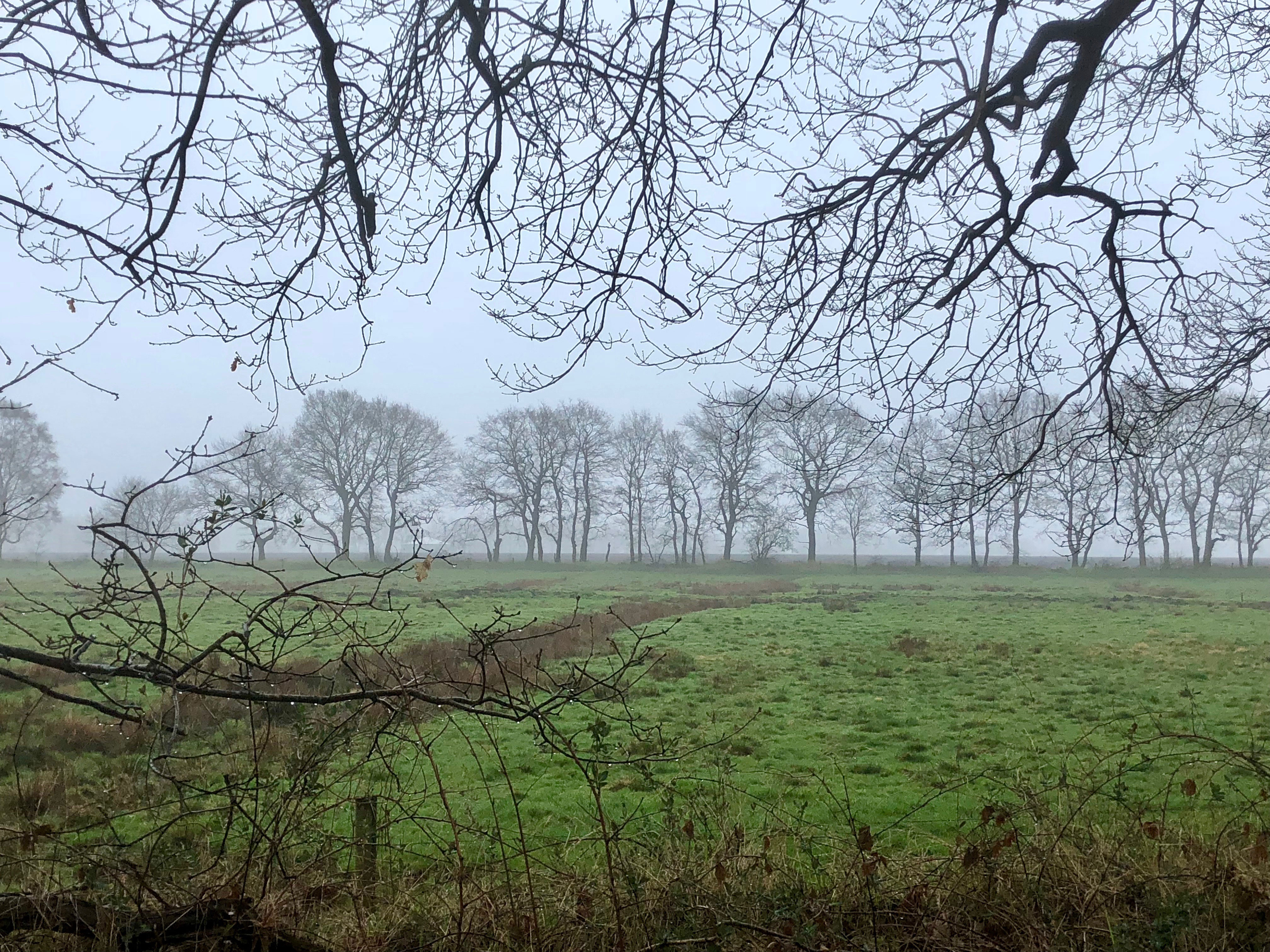
Zondagsbroek in de morgennevel